# Ernst Bierlein
Ernst Bierlein (* 25. Mai 1880 in Weißenburg in Bayern; † 1. Januar 1969 in Landshut) war ein deutscher Landrat.

## Leben
Nach dem Abitur in Ansbach leistete Ernst Bierlein seinen Militärdienst als Einjährig-Freiwilliger im 19. Infanterie-Regiment „König Humbert I. von Italien“ der Bayerischen Armee und studierte im Anschluss daran Rechtswissenschaften an der Friedrich-Alexander-Universität Erlangen-Nürnberg (dort in der Studentenverbindung VDSt Erlangen) und an der Ludwig-Maximilians-Universität München. Das erste juristische Staatsexamen legte er 1903 in Erlangen ab und kam anschließend in den juristischen Vorbereitungsdienst. 1906 folgte die  große juristische Staatsprüfung (früher Staatskonkurs) in Ansbach. Über eine Tätigkeit als Rechtspraktikant beim Finanzamt Gunzenhausen wurde Bierlein im August 1907 Regierungsakzessist bei der Regierung von Schwaben und später bei der Regierung von Unterfranken. 1910 wurde er Assessor am Bezirksamt Aschaffenburg.
Vom 4. August 1914 bis zum 30. Juli 1916 leistete er als Hauptmann der Landwehr Kriegsdienst und wurde zum 1. August 1916 zum Bayerischen Staatsministerium des Innern abgeordnet. Am 15. Februar 1921 erhielt er die Ernennung zum Regierungsrat bei der Regierung Unterfranken. 1928 wechselte Bierlein in die Kommunalverwaltung und wurde Bezirksamtsvorstand (ab 1939 Landrat) in Burglengenfeld (ab 1939 Landkreis Burglengenfeld). Nach fünfjähriger Amtszeit kam er zur Regierung von Oberfranken, wurde dort Oberregierungsrat und im Mai 1936 Leiter der Landwirtschaftlichen Berufsgenossenschaft. In der Zeit von März 1939 bis zum Kriegsende 1945 war er Direktor des Oberversicherungsamtes Landshut, wurde seines Amtes enthoben, interniert und im Entnazifizierungsverfahren am 1. November 1946 durch die Spruchkammer Landshut als „Minderbelasteter“ eingestuft. Im Berufungsverfahren erhielt er den Status „Mitläufer“. So wurde er zum 1. November 1949 wieder in den Dienst eingestellt, bei gleichzeitiger Versetzung in den Ruhestand.
Bierlein war zum 1. Mai 1935 in die NSDAP (Mitgliedsnummer 3.668.629) eingetreten. Seit 1933 war er in der SA, zuletzt als Oberscharführer (Rang eines Unterfeldwebels).